# کلیسای مریم مقدس (تسار)
کلیسای مریم مقدس (ارمنی: Ծարա Սուրբ Աստվածածին Monastery of Tsar)  یک کلیسا متعلق به کلیسای حواری ارمنی می‌باشد که در تسار، در استان شاهومیان جمهوری آرتساخ واقع شده‌است. ساخت و ساز این ساختمان در سال ۱۳۰۱ میلادی به پایان رسید. این بنا به سبک معماری ارمنی طراحی شده‌است.